# L'Enfant à la voix d'or
L'Enfant à la voix d'or (Saeta del ruiseñor) est un film espagnol réalisé par Antonio del Amo, sorti en 1957. 

## Synopsis
Joselito pourrait n'être qu'un enfant espiègle, comme les autres enfants de son village d'Espagne. Mais son père, le forgeron, lui apprend à cultiver sa voix admirable.
La jalousie dresse contre lui la bande de Gordillo, qui lui tend une embuscade. Josélito veut éviter la bagarre, et s'échappe.
Il rencontre Alicia une petite aveugle. Josélito se jure de trouver l'argent pour l'opération qui rendra la vue à sa nouvelle amie. 
Il part pour l'amérique.

## Fiche technique
- Titre original : Saeta del ruiseñor
- Réalisation : Antonio del Amo
- Scénario : Antonio Guzmán Merino, Francisco Naranjo, Camilo Murillo et Antonio del Amo, d'après le roman de María Dolores Sánchez Ovín et Concepción Rodríguez Castaño
- Photographie : Juan Mariné
- Musique : Antonio Valero et Miguel García Morcillo
- Société de Distribution : LCJ Éditions et Productions
- Durée : 77 min
- Sortie : 
  - Espagne : 23 décembre 1957

## Distribution
- Joselito (VF : Pierre Guillermo)  : Joselito
- Ivy Bless : Dorothy
- Archibald L. Lyall : M. Richard
- Vicky Lagos (VF : Michèle Bardollet) : Carmela
- Manuel Zarzo (VF : Serge Lhorca) : Quico
- Mari Carmen Alonso : Alicia, la jeune aveugle
- Aníbal Vela(VF : Jacques Berlioz) :le maire
- Lola del Pino
- Emma Picó
- Luis Moreno
- Félix Briones
- Manuel Guitián
- Carmelo Robledo
- Luis Roses
- José María Sánchez Roda
- Narration : Jean-Louis Jemma